# Nati nel 1866
| Questa pagina contiene informazioni ricavate automaticamente dalle voci biografiche con l'ausilio del template Bio e di un bot. L'aggiornamento è periodico e automatico e ricostruisce completamente la pagina. Se manca una persona in questa lista, sei pregato di non aggiungerla, ma accertati piuttosto che la sua voce biografica contenga il template Bio e che i dati anagrafici siano correttamente compilati. Se il template Bio manca, inseriscilo tu stesso o, in alternativa, metti l'avviso {{tmp\|Bio}} che ne segnala la mancanza. Se i dati riportati sono sbagliati, correggi direttamente la voce biografica; le modifiche saranno visibili in questa lista entro pochi giorni. Per chiarimenti vedi il progetto biografie. La lista contiene solo le 673 persone che sono citate nell'enciclopedia e per le quali è stato implementato correttamente il template Bio. Pagina aggiornata al 18 ago 2025. |

## Gennaio(58)
- 1º gennaio - Wilfred Buckland, scenografo statunitense († 1946)
- 1º gennaio - Anton Ghon, patologo e batteriologo austriaco († 1936)
- 1º gennaio - František Udržal, politico cecoslovacco († 1938)
- 2 gennaio - Emsalinur Kadın, ottomana († 1952)
- 2 gennaio - Gilbert Murray, grecista e traduttore australiano († 1957)
- 2 gennaio - Paolo Schirò, vescovo cattolico italiano († 1941)
- 4 gennaio - Louis Abbiate, compositore e musicista monegasco († 1933)
- 4 gennaio - Avetis Aharonian, politico, scrittore e rivoluzionario armeno († 1948)
- 4 gennaio - Ramon Casas, pittore spagnolo († 1932)
- 4 gennaio - Francesco Dell'Erba, scrittore italiano († 1952)
- 4 gennaio - Ernest Mangnall, allenatore di calcio inglese († 1932)
- 4 gennaio - Joel Hastings Metcalf, astronomo statunitense († 1925)
- 5 gennaio - António Maria Baptista, politico portoghese († 1920)
- 5 gennaio - Dīmītrios Gounarīs, politico greco († 1922)
- 6 gennaio - Dante Cappelli, attore e regista italiano († 1948)
- 6 gennaio - Eugenio Ruspoli, esploratore italiano († 1893)
- 10 gennaio - Karl Aschoff, medico tedesco († 1942)
- 10 gennaio - Wilhelm Traube, chimico tedesco († 1942)
- 11 gennaio - Giovanni Giani, pittore, medaglista e incisore italiano († 1936)
- 11 gennaio - Paola Grosson, giornalista, scrittrice e attivista italiana († 1954)
- 11 gennaio - Laurentia McLachlan, religiosa e musicologa scozzese († 1953)
- 12 gennaio - Felice Coralli, generale e politico italiano († 1944)
- 12 gennaio - Louis Gauchat, linguista e filologo svizzero († 1942)
- 13 gennaio - Dinu Brătianu, politico rumeno († 1950)
- 13 gennaio - Giuseppe Gualandi, ingegnere e architetto italiano († 1944)
- 13 gennaio - Vasilij Sergeevič Kalinnikov, compositore russo († 1901)
- 15 gennaio - Emilio Faelli, giornalista, scrittore e politico italiano († 1941)
- 15 gennaio - Nathan Söderblom, arcivescovo luterano, teologo e storico delle religioni svedese († 1931)
- 16 gennaio - Alfredo Trombetti, linguista italiano († 1929)
- 17 gennaio - Agesilao Greco, schermidore italiano († 1963)
- 17 gennaio - Augusto Novelli, drammaturgo, giornalista e scrittore italiano († 1927)
- 17 gennaio - Léon Robin, filosofo francese († 1947)
- 18 gennaio - Emich di Leiningen, nobile tedesco († 1939)
- 19 gennaio - Harry Allen, calciatore inglese († 1895)
- 19 gennaio - Antonio Beni, pittore, architetto e decoratore italiano († 1941)
- 19 gennaio - Harry Davenport, attore e regista statunitense († 1949)
- 19 gennaio - Carlo Fabri, avvocato e politico italiano († 1951)
- 19 gennaio - Carl Theodor Zahle, politico e avvocato danese († 1946)
- 20 gennaio - Jesús Fructuoso Contreras, scultore messicano († 1902)
- 20 gennaio - Euclides da Cunha, scrittore brasiliano († 1909)
- 20 gennaio - Richard Le Gallienne, poeta e scrittore inglese († 1947)
- 20 gennaio - Gaetano Magnanini, chimico italiano († 1950)
- 21 gennaio - Francis E. McGovern, politico e avvocato statunitense († 1946)
- 22 gennaio - Pietro Niccolini, imprenditore, giornalista e politico italiano († 1939)
- 22 gennaio - Gustav de Vries, matematico olandese († 1934)
- 23 gennaio - Luigi Bazoli, avvocato e politico italiano († 1937)
- 24 gennaio - Jaan Poska, politico, avvocato e diplomatico estone († 1920)
- 25 gennaio - Angelo Filippetti, medico, politico e esperantista italiano († 1936)
- 25 gennaio - Antonio Scotti, baritono italiano († 1936)
- 25 gennaio - Emile Vandervelde, politico belga († 1938)
- 26 gennaio - Jack Cady, golfista statunitense († 1933)
- 26 gennaio - John Whitridge Williams, medico statunitense († 1931)
- 28 gennaio - César Álvarez Dumont, pittore spagnolo († 1945)
- 29 gennaio - Józefa Joteyko, scienziata polacca († 1928)
- 29 gennaio - Romain Rolland, scrittore e drammaturgo francese († 1944)
- 29 gennaio - Enrico Scodnik, militare, dirigente d'azienda e politico italiano († 1951)
- 31 gennaio - Henry Forster, I barone Forster, politico britannico († 1936)
- 31 gennaio - Lev Isaakovič Šestov, filosofo e scrittore russo († 1938)

## Febbraio(47)
- 2 febbraio - Gustav Pauli, storico dell'arte tedesco († 1938)
- 2 febbraio - Enrique Simonet, pittore spagnolo († 1927)
- 2 febbraio - Giuseppe Vaccari, militare e politico italiano († 1937)
- 2 febbraio - Hellmut von Gerlach, politico tedesco († 1935)
- 4 febbraio - Władysław Podkowiński, pittore e illustratore polacco († 1895)
- 4 febbraio - Saigō Shirō, judoka giapponese († 1922)
- 5 febbraio - Eugène Decisy, pittore e incisore francese († 1936)
- 5 febbraio - Arthur Keith, anatomista, antropologo e paleontologo britannico († 1955)
- 6 febbraio - Karl Sapper, esploratore, linguista e etnologo tedesco († 1945)
- 8 febbraio - Moses Gomberg, chimico statunitense († 1947)
- 8 febbraio - Manuel Linares Rivas, politico, drammaturgo e giurista spagnolo († 1938)
- 9 febbraio - George Ade, giornalista, commediografo e regista statunitense († 1944)
- 9 febbraio - Cyril Scott, attore irlandese († 1945)
- 10 febbraio - Rafael Altamira y Crevea, storico spagnolo († 1951)
- 11 febbraio - Henry Meige, neurologo francese († 1940)
- 12 febbraio - Ladislav Nádaši-Jégé, scrittore e critico letterario slovacco († 1940)
- 14 febbraio - Rebecca Talbot Perkins, imprenditrice, filantropa e attivista statunitense († 1956)
- 14 febbraio - William Townley, allenatore di calcio e calciatore inglese († 1950)
- 15 febbraio - Avancinio Avancini, scrittore e giornalista italiano († 1939)
- 15 febbraio - Cormic Cosgrove, calciatore statunitense († 1930)
- 15 febbraio - Victor Colomban Dreyer, arcivescovo cattolico francese († 1944)
- 15 febbraio - William Exshaw, velista britannico († 1927)
- 15 febbraio - Banister Fletcher, storico dell'architettura e architetto inglese († 1953)
- 15 febbraio - Paolo Troubetzkoy, scultore e pittore italiano († 1938)
- 16 febbraio - Paul von Schoenaich, militare e giornalista tedesco († 1954)
- 16 febbraio - H. J. C. Grierson, anglista e critico letterario britannico († 1960)
- 16 febbraio - Billy Hamilton, giocatore di baseball statunitense († 1940)
- 16 febbraio - Johann Strauss III, compositore e direttore d'orchestra austriaco († 1939)
- 18 febbraio - Janko Vukotić, generale e politico montenegrino († 1927)
- 21 febbraio - Francesco Vivona, filologo classico, traduttore e latinista italiano († 1936)
- 21 febbraio - August von Wassermann, medico tedesco († 1925)
- 22 febbraio - Hugh Chisholm, giornalista britannico († 1924)
- 23 febbraio - Giuseppe Albino, militare italiano († 1896)
- 23 febbraio - José Joaquín Casas Castañeda, politico colombiano († 1951)
- 23 febbraio - Antonio d'Orléans, nobile spagnolo († 1930)
- 24 febbraio - Giuseppe Giusti Sinopoli, drammaturgo italiano († 1923)
- 24 febbraio - Arthur Pearson, giornalista e editore britannico († 1921)
- 24 febbraio - Hubert Van Innis, arciere belga († 1961)
- 25 febbraio - Benedetto Croce, filosofo, storico e politico italiano († 1952)
- 25 febbraio - Charles Hennemann, discobolo e martellista statunitense († 1938)
- 25 febbraio - Heinrich Kühn, fotografo tedesco († 1944)
- 25 febbraio - Alessandro Sacheri, poeta, letterato e giornalista italiano († 1927)
- 25 febbraio - Achille Tellini, naturalista, geologo e linguista italiano († 1938)
- 26 febbraio - Aurelio Galli, cardinale italiano († 1929)
- 27 febbraio - Roberto Diotaiuti, generale italiano († 1919)
- 28 febbraio - Luigi Cigersa, militare italiano († 1916)
- 28 febbraio - Vjačeslav Ivanovič Ivanov, poeta, drammaturgo e critico letterario russo († 1949)

## Marzo(53)
- 1º marzo - Ferruccio Calonghi, latinista e lessicografo italiano († 1945)
- 1º marzo - Auguste Levêque, pittore, scultore e poeta belga († 1921)
- 1º marzo - Jacob Schorer, giurista e attivista olandese († 1957)
- 2 marzo - John Gray, poeta inglese († 1934)
- 2 marzo - Vincenzo Mangano, politico italiano († 1940)
- 4 marzo - Eugène Cosserat, matematico e astronomo francese († 1931)
- 4 marzo - Achille Stennio, militare italiano († 1916)
- 4 marzo - Adam Tarnowski von Tarnów, diplomatico e nobile austriaco († 1946)
- 6 marzo - Jules Adrien Blanchet, numismatico e bibliotecario francese († 1957)
- 6 marzo - Ettore Bortolotti, matematico italiano († 1947)
- 6 marzo - Hans Christiansen, pittore e artigiano tedesco († 1945)
- 7 marzo - Paul Ernst, scrittore tedesco († 1933)
- 7 marzo - Hans Fruhstorfer, entomologo e esploratore tedesco († 1922)
- 8 marzo - Pëtr Nikolaevič Lebedev, fisico russo († 1912)
- 8 marzo - Giuseppe Tusini, medico e politico italiano († 1940)
- 9 marzo - Robert Engels, pittore, incisore e illustratore tedesco († 1926)
- 10 marzo - Marthe Abran, pittrice e scultrice francese († 1908)
- 10 marzo - José Casares Gil, chimico spagnolo († 1961)
- 10 marzo - Jules Marcadet, dirigente sportivo francese († 1959)
- 10 marzo - Mabell Ogilvy, contessa di Airlie, scrittrice inglese († 1956)
- 10 marzo - Luigi Sapienza, ufficiale italiano († 1939)
- 11 marzo - Cornelia Antolini, scrittrice, insegnante e poetessa italiana († 1952)
- 11 marzo - Donato Bachi, imprenditore e politico italiano († 1952)
- 12 marzo - Eustaquio Nieto y Martín, vescovo cattolico spagnolo († 1936)
- 13 marzo - Friedrich Bödicker, ammiraglio tedesco († 1944)
- 14 marzo - Celestino Endrici, arcivescovo cattolico italiano († 1940)
- 14 marzo - Aleksej Alekseevič Troickij, compositore di scacchi russo († 1942)
- 15 marzo - Vladimir Barskij, attore e regista sovietico († 1936)
- 15 marzo - Giovanni Emanuele Elia, nobile e inventore italiano († 1935)
- 15 marzo - Johan Vaaler, inventore norvegese († 1910)
- 16 marzo - Edmund Kerchever Chambers, storico britannico († 1954)
- 16 marzo - Lewis Clinton-Baker, ammiraglio inglese († 1939)
- 19 marzo - André Bellessort, poeta, saggista e insegnante francese († 1942)
- 19 marzo - Emilio De Bono, generale, poliziotto e politico italiano († 1944)
- 19 marzo - Pietro Augusto di Sassonia-Coburgo-Koháry, principe († 1934)
- 21 marzo - Antonia Maury, astronoma statunitense († 1952)
- 21 marzo - Vitige Tirelli, psichiatra italiano († 1941)
- 21 marzo - Wakatsuki Reijirō, politico giapponese († 1949)
- 22 marzo - Xavier Anchetti, schermidore francese
- 22 marzo - Giuseppe Jovinelli, impresario teatrale italiano († 1924)
- 23 marzo - Carlo Bernardino Ferrero, scrittore italiano († 1924)
- 24 marzo - Georges de la Falaise, schermidore francese († 1910)
- 24 marzo - Jack McAuliffe, pugile statunitense († 1937)
- 24 marzo - Sigismondo Nardi, pittore italiano († 1924)
- 26 marzo - Sorelle Agazzi, pedagogista italiana († 1951)
- 26 marzo - Alfredo Fè d'Ostiani, generale italiano († 1943)
- 26 marzo - Fred Karno, circense britannico († 1941)
- 26 marzo - Carl Christian Mez, botanico tedesco († 1944)
- 28 marzo - Leonard Cuff, dirigente sportivo, lunghista e crickettista neozelandese († 1954)
- 28 marzo - Jimmy Ross, calciatore scozzese († 1902)
- 29 marzo - Giuseppe Felice Checcacci, compositore, direttore d'orchestra e scrittore italiano († 1951)
- 29 marzo - Louis Francescon, missionario italiano († 1964)
- 30 marzo - Ernesto Pirovano, architetto italiano († 1934)

## Aprile(47)
- 1º aprile - Sophonisba Breckinridge, attivista, educatrice e avvocato statunitense († 1948)
- 1º aprile - Ferruccio Busoni, compositore e pianista italiano († 1924)
- 1º aprile - Franciszek Hodur, vescovo vetero-cattolico polacco († 1953)
- 1º aprile - Ève Lavallière, attrice e religiosa francese († 1929)
- 1º aprile - Angelo Senna, biologo italiano († 1952)
- 2 aprile - Vladimir Ivanovič Bel'skij, poeta e librettista russo († 1946)
- 2 aprile - Xavier de Magallon, poeta, traduttore e politico francese († 1956)
- 4 aprile - George Pierce Baker, critico letterario, docente e educatore statunitense († 1935)
- 4 aprile - Émile Gentil, ufficiale e esploratore francese († 1914)
- 5 aprile - Francisco Acebal, scrittore e drammaturgo spagnolo († 1932)
- 5 aprile - Andrea Torre, giornalista e politico italiano († 1940)
- 6 aprile - James Barry Munnik Hertzog, generale e politico sudafricano († 1942)
- 6 aprile - Felix-Raymond-Marie Rouleau, cardinale e arcivescovo cattolico canadese († 1931)
- 6 aprile - Lincoln Steffens, giornalista e attivista statunitense († 1936)
- 7 aprile - Charles Granville Bruce, generale, esploratore e alpinista britannico († 1939)
- 7 aprile - Erik Ivar Fredholm, matematico svedese († 1927)
- 7 aprile - Annie Vivanti, scrittrice e poetessa italiana († 1942)
- 8 aprile - Luisa Sofia di Schleswig-Holstein-Sonderburg-Augustenburg, principessa († 1952)
- 8 aprile - Claus von Below-Saleske, diplomatico tedesco († 1939)
- 9 aprile - Bart Adams, golfista statunitense († 1944)
- 9 aprile - Marco di Saluzzo di Paesana, politico italiano († 1928)
- 10 aprile - Fritz Römer, zoologo tedesco († 1909)
- 12 aprile - Francesco Federico Falco, medico italiano († 1944)
- 12 aprile - Vrtanes Papazian, scrittore, romanziere e giornalista armeno († 1920)
- 12 aprile - Vittoria di Prussia, nobile tedesca († 1929)
- 12 aprile - Aleksandr Il'ič Ul'janov, rivoluzionario russo († 1887)
- 12 aprile - Zainal Abidin III di Terengganu, sovrano malese († 1918)
- 13 aprile - Eugène Laverne, velista francese († 1941)
- 13 aprile - Butch Cassidy, criminale statunitense († 1908)
- 13 aprile - Aleksandr Michajlovič Romanov, nobile russo († 1933)
- 14 aprile - Anne Sullivan, insegnante statunitense († 1936)
- 15 aprile - Egidio Boccuzzi, ingegnere italiano († 1934)
- 15 aprile - Maurice Grammont, linguista francese († 1946)
- 15 aprile - Marie Hoeg, fotografa norvegese († 1949)
- 16 aprile - Henri Gustave Jossot, illustratore, pittore e scrittore francese († 1951)
- 17 aprile - Ernest Henry Starling, fisiologo inglese († 1927)
- 18 aprile - Jean Marie Joseph Degoutte, generale francese († 1938)
- 20 aprile - Milsom Rees, chirurgo gallese († 1952)
- 22 aprile - Hans von Seeckt, generale tedesco († 1936)
- 24 aprile - Teresina Tua, violinista italiana († 1956)
- 24 aprile - Robert de La Sizeranne, storico dell'arte francese († 1932)
- 25 aprile - Giorgio Pitacco, politico italiano († 1945)
- 26 aprile - Adolf Kohner, imprenditore ungherese († 1937)
- 26 aprile - Leonard Skierski, generale polacco († 1940)
- 27 aprile - Penčo Slavejkov, poeta bulgaro († 1912)
- 29 aprile - Antonio Dionisi, medico, patologo e batteriologo italiano († 1931)
- 29 aprile - Giovanni Noè, avvocato, anarchico e politico italiano († 1908)

## Maggio(46)
- 1º maggio - Giacomo Cecconi, entomologo e naturalista italiano († 1941)
- 2 maggio - Albrecht Dieterich, filologo classico tedesco († 1906)
- 2 maggio - Nicola Gualtieri, militare e politico italiano († 1953)
- 2 maggio - Paul Kretschmer, linguista e filologo tedesco († 1956)
- 2 maggio - Jesse William Lazear, medico statunitense († 1900)
- 2 maggio - Gustav Lindau, micologo e botanico tedesco († 1923)
- 5 maggio - Lorenzo Barco, generale italiano († 1952)
- 5 maggio - Paolo Ferretti, insegnante italiano († 1938)
- 5 maggio - Edgar Ravenswood Waite, zoologo, ornitologo e erpetologo britannico († 1928)
- 6 maggio - Ettore Croce, politico e pubblicista italiano († 1956)
- 7 maggio - William Peyton, generale britannico († 1931)
- 8 maggio - Mineo Chini, matematico italiano († 1933)
- 9 maggio - Elizabeth Magie, imprenditrice e autrice di giochi statunitense († 1948)
- 10 maggio - Gino Alfani, politico italiano († 1942)
- 10 maggio - Léon Bakst, pittore, scenografo e illustratore russo († 1924)
- 10 maggio - Henry Martyn Blossom, librettista e scrittore statunitense († 1919)
- 10 maggio - Richard Jackson, ammiraglio statunitense († 1971)
- 11 maggio - Eduard von Zambaur, orientalista, numismatico e ufficiale austriaco († 1947)
- 12 maggio - Giorgio Enrico Falck, imprenditore e politico italiano († 1947)
- 12 maggio - Gustav Adolf von Götzen, esploratore, politico e militare tedesco († 1910)
- 12 maggio - Leopoldo da Castelnuovo, presbitero croato († 1942)
- 13 maggio - Dayton Miller, fisico statunitense († 1941)
- 13 maggio - Ottokar Nováček, violinista e compositore ungherese († 1900)
- 14 maggio - Alice Boughton, fotografa statunitense († 1943)
- 15 maggio - Emilia Errera, scrittrice italiana († 1901)
- 16 maggio - Attilio Piccirilli, scultore italiano († 1945)
- 16 maggio - Fortunat Strowski, storico, saggista e critico letterario francese († 1952)
- 17 maggio - Giuseppe Salvago Raggi, diplomatico italiano († 1946)
- 17 maggio - Erik Satie, compositore e pianista francese († 1925)
- 18 maggio - Cesare Micheli, medico e politico italiano († 1943)
- 22 maggio - Charles F. Haanel, scrittore statunitense († 1949)
- 22 maggio - Il'ja L'vovič Tolstoj, russo († 1933)
- 23 maggio - Gustav Aschaffenburg, psichiatra tedesco († 1944)
- 23 maggio - Ellen Ridgway, golfista statunitense († 1934)
- 25 maggio - Giulio Alessandrini, batteriologo italiano († 1954)
- 27 maggio - Felice Momigliano, storico e scrittore italiano († 1924)
- 28 maggio - Franz von Bayros, artista, illustratore e pittore austriaco († 1924)
- 29 maggio - Alberico Benedicenti, farmacologo e chimico italiano († 1961)
- 29 maggio - Carlo Liviero, vescovo cattolico italiano († 1932)
- 29 maggio - Nazareno Strampelli, agronomo, genetista e politico italiano († 1942)
- 30 maggio - Georges Besançon, giornalista francese († 1934)
- 30 maggio - Nazareno Patrizi, presbitero italiano († 1959)
- 30 maggio - Giuseppe Roda, architetto italiano († 1951)
- 31 maggio - Emanuele de Cillis, agronomo e politico italiano († 1952)
- 31 maggio - Krăstjo Krăstev, critico letterario, scrittore e traduttore bulgaro († 1919)
- 31 maggio - Vladimir Ivanovič Rebikov, compositore e pianista russo († 1920)

## Giugno(38)
- 1º giugno - Charles Davenport, biologo statunitense († 1944)
- 1º giugno - Bartolomeo Dusi, giurista italiano († 1923)
- 2 giugno - Marcel Kerff, ciclista su strada belga († 1914)
- 2 giugno - Edward Penfield, pittore, illustratore e pubblicitario statunitense († 1925)
- 3 giugno - George Broadhurst, commediografo e sceneggiatore inglese († 1952)
- 5 giugno - Carlos Maia Pinto, politico e militare portoghese († 1932)
- 6 giugno - Wilhelm Wandschneider, scultore tedesco († 1942)
- 8 giugno - Dana Carleton Munro, storico statunitense († 1933)
- 9 giugno - Albert Baertsoen, pittore belga († 1922)
- 10 giugno - Juan De Marchi, anarchico italiano († 1943)
- 10 giugno - Walter P. Lewis, attore statunitense († 1932)
- 10 giugno - John Montagu Douglas Scott, II barone Montagu di Beaulieu, politico inglese († 1929)
- 11 giugno - Robert Priebsch, filologo tedesco († 1935)
- 13 giugno - Robert Ranulph Marett, antropologo inglese († 1943)
- 13 giugno - Aby Warburg, storico dell'arte e critico d'arte tedesco († 1929)
- 14 giugno - Emilio Costa, giurista italiano († 1926)
- 15 giugno - Regina Pinkert, soprano polacca († 1931)
- 16 giugno - Ettore Lombardo Pellegrino, giurista, avvocato e politico italiano († 1952)
- 16 giugno - Ercole Varzi, imprenditore e politico italiano († 1943)
- 18 giugno - Ariberto di Anhalt, principe tedesco († 1933)
- 19 giugno - Vito Fedeli, compositore e organista italiano († 1933)
- 21 giugno - Ruth L. Bennett, attivista statunitense († 1947)
- 21 giugno - Luigi Comel, pittore italiano († 1934)
- 21 giugno - Guerrina Fabbri, contralto italiano († 1946)
- 21 giugno - Edoardo Marconi, artigiano e orologiaio italiano († 1950)
- 21 giugno - Lena Rice, tennista irlandese († 1907)
- 21 giugno - Quirico Travaini, vescovo cattolico italiano († 1934)
- 23 giugno - Cesare Bertea, ingegnere italiano († 1941)
- 23 giugno - José María Caro Rodríguez, cardinale e arcivescovo cattolico cileno († 1958)
- 24 giugno - Giovanni Bartolena, pittore italiano († 1942)
- 24 giugno - Enrico Conci, politico italiano († 1960)
- 25 giugno - Ralph Allan Sampson, astronomo irlandese († 1939)
- 26 giugno - George Herbert, V conte di Carnarvon, nobile, egittologo e collezionista d'arte britannico († 1923)
- 27 giugno - Else Lehmann, attrice teatrale tedesca († 1940)
- 28 giugno - Carlo Pinto, magistrato e politico italiano († 1938)
- 29 giugno - Pietro Zanolini, vescovo cattolico italiano († 1923)
- 30 giugno - Enrico Caffi, naturalista e presbitero italiano († 1948)
- 30 giugno - Sophia DeMuth, supercentenaria statunitense († 1977)

## Luglio(59)
- 1º luglio - Josef Albert Amann, ginecologo tedesco († 1919)
- 1º luglio - Clifford B. Harmon, imprenditore e aviatore statunitense († 1945)
- 1º luglio - Teddy Williams, tennista britannico († 1911)
- 2 luglio - Argentina Altobelli, politica e sindacalista italiana († 1942)
- 2 luglio - Adolfo Campetti, fisico italiano († 1947)
- 3 luglio - Henry Frederick Baker, matematico britannico († 1956)
- 3 luglio - Albert Gottschalk, pittore danese († 1906)
- 3 luglio - Gerhard Tappen, militare tedesco († 1953)
- 3 luglio - Bernardino Verro, sindacalista e politico italiano († 1915)
- 3 luglio - Ambroise Vollard, imprenditore, gallerista e mercante d'arte francese († 1939)
- 5 luglio - Canio Musacchio, sindacalista e politico italiano († 1909)
- 6 luglio - Charles Mangin, generale francese († 1925)
- 7 luglio - Georg Kelling, chirurgo tedesco († 1945)
- 8 luglio - Nils Adlercreutz, cavaliere svedese († 1955)
- 10 luglio - Ludovico Chigi Albani della Rovere, nobile, religioso e militare italiano († 1951)
- 10 luglio - Antonio Dal Fabbro, generale italiano († 1929)
- 10 luglio - Serge Voronoff, chirurgo e sessuologo russo († 1951)
- 11 luglio - Richard Beer-Hofmann, scrittore austriaco († 1945)
- 11 luglio - Irene d'Assia-Darmstadt, principessa tedesca († 1953)
- 12 luglio - Emiliano Figueroa Larraín, avvocato, diplomatico e politico cileno († 1931)
- 12 luglio - Louise Weber, ballerina francese († 1929)
- 12 luglio - Friedrich von Toggenburg, politico austriaco († 1956)
- 13 luglio - Giuseppe Calvia, antropologo, poeta e pubblicista italiano († 1943)
- 14 luglio - Ventura Fernández López, scrittore, poeta e drammaturgo spagnolo († 1944)
- 14 luglio - Edwin Brant Frost, astronomo statunitense († 1935)
- 14 luglio - Oscar Marx, politico statunitense († 1923)
- 14 luglio - Milica del Montenegro, principessa montenegrina († 1951)
- 14 luglio - Ragnar Östberg, architetto svedese († 1945)
- 16 luglio - Girolamo Gatti, patologo e politico italiano († 1956)
- 16 luglio - Ludovico Tommasi, pittore e incisore italiano († 1941)
- 18 luglio - Vincenzo Balzano, magistrato italiano († 1951)
- 18 luglio - Giovanni Cerrina Feroni, militare italiano († 1952)
- 18 luglio - Benedict Friedlaender, sociologo, sessuologo e economista tedesco († 1908)
- 20 luglio - Vittorio Celotti, scultore italiano († 1942)
- 20 luglio - Ignacy Kłopotowski, presbitero polacco († 1931)
- 20 luglio - Luigi Nostro, presbitero, storico e poeta italiano († 1944)
- 21 luglio - Francesc Berenguer, architetto spagnolo († 1914)
- 21 luglio - Carlos Schwabe, pittore e incisore tedesco († 1926)
- 22 luglio - Adrien Guyon, schermidore francese († 1926)
- 22 luglio - Albéric Ruzette, politico belga († 1929)
- 23 luglio - Francesco Cilea, compositore italiano († 1950)
- 23 luglio - Matteo Correa Magallanes, presbitero messicano († 1927)
- 23 luglio - Lucia Pagniello, poetessa italiana († 1960)
- 24 luglio - Ermenegildo Agazzi, pittore italiano († 1945)
- 24 luglio - Heinrich Albrecht, batteriologo austriaco († 1922)
- 24 luglio - Mary Bartelme, giudice e avvocato statunitense († 1954)
- 26 luglio - Ferruccio Bernardini, politico italiano
- 27 luglio - António José de Almeida, politico portoghese († 1929)
- 27 luglio - Henri Monnot, velista francese († 1933)
- 27 luglio - George Foster Platt, regista statunitense († 1928)
- 28 luglio - Nino Basile, storico e storico dell'arte italiano († 1937)
- 28 luglio - Rosario Garibaldi Bosco, politico e scrittore italiano († 1936)
- 28 luglio - Émile Poilleux, violinista e compositore francese († 1924)
- 28 luglio - Beatrix Potter, illustratrice, scrittrice e naturalista britannica († 1943)
- 28 luglio - Albertson Van Zo Post, schermidore statunitense († 1938)
- 29 luglio - Arnold Ehret, pseudoscienziato tedesco († 1922)
- 30 luglio - Gaetano Curtis, magistrato e scrittore italiano († 1944)
- 30 luglio - Eliseu Visconti, pittore, scultore e designer italiano († 1944)
- 31 luglio - Charles Fitzgerald Sowerby, militare britannico († 1916)

## Agosto(45)
- 2 agosto - Charles Francis Adams III, politico statunitense († 1954)
- 2 agosto - Giuseppe Catani Chiti, pittore e scultore italiano († 1945)
- 2 agosto - Antonio Cesaris-Demel, medico italiano († 1938)
- 2 agosto - Marie-Virginie Duhem, supercentenaria francese († 1978)
- 2 agosto - Adrien de Gerlache, esploratore belga († 1934)
- 2 agosto - Thomas Pègues, presbitero e saggista francese († 1936)
- 3 agosto - Onofrio Tomaselli, pittore italiano († 1956)
- 4 agosto - Giuseppe Cassoli, nobile e militare italiano († 1948)
- 4 agosto - Maurice Schutz, attore francese († 1955)
- 5 agosto - John Frederick Bailey, botanico australiano († 1938)
- 5 agosto - Carl Dietrich Harries, chimico tedesco († 1923)
- 6 agosto - Allan Lard, golfista statunitense († 1946)
- 6 agosto - Plinio Nomellini, pittore italiano († 1943)
- 7 agosto - Ferdinando Rodolfi, vescovo cattolico italiano († 1943)
- 8 agosto - Matthew Henson, esploratore statunitense († 1955)
- 10 agosto - Guglielmo Aurini, scrittore e critico d'arte italiano († 1926)
- 11 agosto - Katherine Routledge, archeologa e antropologa britannica († 1935)
- 12 agosto - Jacinto Benavente, drammaturgo spagnolo († 1954)
- 12 agosto - Henrik Sillem, tiratore a segno olandese († 1907)
- 13 agosto - Giovanni Agnelli, imprenditore, politico e militare italiano († 1945)
- 13 agosto - Paul Behncke, ammiraglio tedesco († 1937)
- 13 agosto - Frances Hardcastle, matematica britannica († 1941)
- 14 agosto - Charles Jean de la Vallée-Poussin, matematico belga († 1962)
- 15 agosto - Henry Howard, IV conte di Effingham, nobile e politico britannico († 1927)
- 15 agosto - Aleksandre Mrevlishvili, pittore georgiano († 1933)
- 15 agosto - Italo Santelli, schermidore italiano († 1945)
- 16 agosto - Rocco Jemma, medico italiano († 1949)
- 17 agosto - Christina Greenstidel, mistica e docente tedesca († 1930)
- 17 agosto - Mahbub Ali Khan Siddiqi, Asif Jah VI, principe indiano († 1911)
- 17 agosto - William Tyrrell, I barone Tyrrell, diplomatico inglese († 1947)
- 18 agosto - K.V. Zetterstéen, orientalista svedese († 1953)
- 20 agosto - Italia Vitaliani, attrice teatrale italiana († 1938)
- 21 agosto - Francesco Salvatore d'Asburgo-Lorena, nobile († 1939)
- 22 agosto - Theodore Dru Alison Cockerell, zoologo e entomologo inglese († 1948)
- 23 agosto - Khengarji III, principe indiano († 1942)
- 27 agosto - William Dickson, calciatore scozzese († 1910)
- 27 agosto - Edgardo Morpurgo, imprenditore e dirigente d'azienda italiano († 1948)
- 29 agosto - Ettore Artini, mineralogista italiano († 1928)
- 29 agosto - Vishvanath Singh, principe indiano († 1932)
- 30 agosto - Lino Maupas, religioso italiano († 1924)
- 30 agosto - George Minne, scultore, disegnatore e illustratore belga († 1941)
- 31 agosto - Elizabeth von Arnim, romanziera britannica († 1941)
- 31 agosto - Gilbert Bougnol, schermidore francese († 1947)
- 31 agosto - Raimund Friedrich Kaindl, docente, linguista e storico austriaco († 1930)
- 31 agosto - William Wallace, militare statunitense († 1945)

## Settembre(56)
- 1º settembre - James J. Corbett, pugile e attore statunitense († 1933)
- 1º settembre - Paul Gavault, drammaturgo e sceneggiatore francese († 1951)
- 1º settembre - Robert Leffler, attore cinematografico, regista e cantante lirico tedesco († 1940)
- 2 settembre - Hiram Johnson, politico statunitense († 1945)
- 2 settembre - Frédéric Swarts, chimico belga († 1940)
- 3 settembre - Eanger Irving Couse, pittore statunitense († 1936)
- 3 settembre - John Ellis McTaggart, filosofo inglese († 1925)
- 3 settembre - Dominic Maria Prümmer, teologo, docente e scrittore tedesco († 1931)
- 3 settembre - Alessandro Tosi, militare e ingegnere italiano († 1936)
- 5 settembre - Alfred Körte, archeologo e filologo classico tedesco († 1946)
- 7 settembre - Tristan Bernard, scrittore, commediografo e giornalista francese († 1947)
- 8 settembre - Miguel Zamacoïs, scrittore, poeta e giornalista francese († 1955)
- 9 settembre - Carolina Amari, educatrice e filantropa italiana († 1942)
- 9 settembre - Antonio Mosconi, politico italiano († 1955)
- 10 settembre - Jeppe Aakjær, giornalista e scrittore danese († 1930)
- 10 settembre - Francesco Coletti, economista e statistico italiano († 1940)
- 11 settembre - Ferruccio Pagni, pittore italiano († 1935)
- 12 settembre - Freeman Freeman-Thomas, I marchese di Willingdon, politico e diplomatico britannico († 1941)
- 13 settembre - Adolf Meyer, psichiatra svizzero († 1950)
- 13 settembre - Ole Østmo, tiratore a segno norvegese († 1923)
- 15 settembre - Thomas Marden, generale britannico († 1951)
- 15 settembre - Eustachio Pisani, imprenditore italiano († 1947)
- 15 settembre - Henry de Groux, artista belga († 1930)
- 16 settembre - Donato Sanminiatelli, politico italiano († 1927)
- 16 settembre - William E. Shay, attore statunitense
- 17 settembre - Mary Burnett Talbert, oratrice e attivista statunitense († 1923)
- 19 settembre - Georges Marquet, imprenditore e politico belga († 1947)
- 20 settembre - George Coșbuc, scrittore romeno († 1918)
- 20 settembre - Gustave Doret, compositore, direttore d'orchestra e critico musicale svizzero († 1943)
- 20 settembre - Ferdinand Lot, medievista francese († 1952)
- 21 settembre - Geoffrey Feilding, generale inglese († 1932)
- 21 settembre - Charles Jules Henri Nicolle, medico e biologo francese († 1936)
- 21 settembre - H. G. Wells, scrittore britannico († 1946)
- 21 settembre - María del Refugio Aguilar y Torres, religiosa messicana († 1937)
- 22 settembre - Joseph Collins, neurologo statunitense († 1950)
- 22 settembre - Angelo Noseda, politico italiano († 1940)
- 22 settembre - Witmer Stone, naturalista statunitense († 1939)
- 23 settembre - Antonio Andreoni, magistrato e politico italiano († 1948)
- 23 settembre - François Gagnepain, botanico francese († 1952)
- 23 settembre - Domenico Nuvoloni, avvocato e politico italiano († 1936)
- 23 settembre - Mariano Luigi Patrizi, medico italiano († 1935)
- 23 settembre - Maurizio Pellegrini, pittore italiano († 1935)
- 23 settembre - Maria Grazia Tarallo, religiosa italiana († 1912)
- 23 settembre - Julius von Schlosser, storico dell'arte austriaco († 1938)
- 24 settembre - James William Good, politico statunitense († 1929)
- 25 settembre - Giulio Justolin, pittore italiano († 1930)
- 25 settembre - Thomas Hunt Morgan, genetista e biologo statunitense († 1945)
- 26 settembre - Gino Coppedè, architetto, scultore e decoratore italiano († 1927)
- 26 settembre - Cecil Irby Prowse, militare britannico († 1916)
- 27 settembre - Eurosia Fabris Barban, beata italiana († 1932)
- 27 settembre - Eugenio Giambro, arcivescovo cattolico italiano († 1960)
- 28 settembre - Oscar Tschirky, scrittore svizzero († 1950)
- 29 settembre - Erich Adickes, filosofo tedesco († 1928)
- 29 settembre - Per Hallström, letterato svedese († 1960)
- 29 settembre - Mychajlo Serhijovyč Hruševs'kyj, politico, storico e rivoluzionario ucraino († 1934)
- 30 settembre - Paride Pascucci, pittore italiano († 1954)

## Ottobre(50)
- 1º ottobre - Arshak Fetvadjian, artista, pittore e grafico armeno († 1947)
- 1º ottobre - Lydia Knott, attrice statunitense († 1955)
- 2 ottobre - Charles Ricketts, pittore e scrittore svizzero († 1931)
- 4 ottobre - Evaristo Lucidi, cardinale italiano († 1929)
- 6 ottobre - Nina Bang, politica danese († 1928)
- 6 ottobre - Reginald Fessenden, inventore canadese († 1932)
- 7 ottobre - Włodzimierz Ledóchowski, gesuita polacco († 1942)
- 8 ottobre - Miquel Blay, scultore spagnolo († 1936)
- 8 ottobre - Sherard Osborn Cowper-Coles, inventore inglese († 1936)
- 9 ottobre - Philippe Berthelot, diplomatico francese († 1934)
- 9 ottobre - Nazikeda Kadin, principessa abcasa († 1941)
- 11 ottobre - Johannes Kuenen, fisico olandese († 1922)
- 11 ottobre - Thomas McMillan, calciatore scozzese († 1923)
- 12 ottobre - Ramsay MacDonald, politico britannico († 1937)
- 12 ottobre - Guglielmo Micheli, pittore e insegnante italiano († 1926)
- 13 ottobre - Georg Groddeck, medico e psicoanalista tedesco († 1934)
- 14 ottobre - Raffaele Sammarco, scrittore e poeta italiano († 1931)
- 14 ottobre - Amedeo Sandrini, avvocato e politico italiano († 1936)
- 15 ottobre - Nikolaj Michajlovič Al'bov, esploratore, geografo e botanico russo († 1897)
- 15 ottobre - Charles-Eugène Guye, fisico svizzero († 1942)
- 16 ottobre - Corrado Bonfanti Linares, prefetto italiano († 1934)
- 16 ottobre - Élisabeth Leseur, mistica francese († 1914)
- 18 ottobre - Christianus Cornelius Uhlenbeck, glottologo olandese († 1951)
- 19 ottobre - Jacqueline Marval, pittrice francese († 1932)
- 20 ottobre - Gustav Cassel, economista svedese († 1945)
- 20 ottobre - Artemio Ricarte, rivoluzionario e generale filippino († 1945)
- 20 ottobre - Kazimierz Twardowski, filosofo e logico polacco († 1938)
- 21 ottobre - Lucien Cuénot, genetista e biologo francese († 1951)
- 21 ottobre - Holger Forchhammer, medico, calciatore e dirigente sportivo danese († 1946)
- 21 ottobre - Carlo Pascal, latinista italiano († 1926)
- 21 ottobre - Bonaventura Porta, vescovo cattolico italiano († 1953)
- 22 ottobre - E. Phillips Oppenheim, scrittore inglese († 1946)
- 25 ottobre - Thomas Armat, inventore statunitense († 1948)
- 25 ottobre - Norbert Klein, religioso, teologo e vescovo cattolico austriaco († 1933)
- 25 ottobre - Gilbert Patten, scrittore statunitense († 1945)
- 25 ottobre - Carlo Pellegrini, pittore e illustratore italiano († 1937)
- 25 ottobre - Georg Schumann, compositore tedesco († 1952)
- 26 ottobre - Ignacy Daszyński, politico e giornalista polacco († 1936)
- 26 ottobre - Frank McGlynn Sr., attore statunitense († 1951)
- 28 ottobre - Giuseppe Jona, medico italiano († 1943)
- 28 ottobre - Vincenzo Macchi di Cellere, diplomatico e ambasciatore italiano († 1919)
- 28 ottobre - Luigi Piglione, militare italiano († 1916)
- 28 ottobre - Ramón María del Valle-Inclán, poeta, scrittore e drammaturgo spagnolo († 1936)
- 29 ottobre - Ned Doig, calciatore scozzese († 1919)
- 29 ottobre - Antonio Luna, generale, farmacista e scienziato filippino († 1899)
- 29 ottobre - Carl Gustav Witt, astronomo tedesco († 1946)
- 30 ottobre - Charles William Andrews, paleontologo britannico († 1924)
- 30 ottobre - Armando De Gregorio, compositore e arrangiatore italiano († 1933)
- 30 ottobre - Emma Meissner, soprano e attrice svedese († 1942)
- 31 ottobre - Armand von Alberti, militare tedesco († 1919)

## Novembre(57)
- 1º novembre - Gustave Cabaret, arciere francese († 1918)
- 1º novembre - Cheiro, astrologo, esoterista e scrittore britannico († 1936)
- 1º novembre - Achille Duchêne, architetto e architetto del paesaggio francese († 1947)
- 1º novembre - Betzy Kjelsberg, attivista norvegese († 1950)
- 2 novembre - Mario Carrara, medico e antifascista italiano († 1937)
- 2 novembre - Rheta Childe Dorr, scrittrice, giornalista e attivista statunitense († 1948)
- 2 novembre - Pietro Sitta, politico e economista italiano († 1947)
- 2 novembre - Adolfo Zerboglio, avvocato, politico e giornalista italiano († 1952)
- 3 novembre - Aleksandra Aleksandrovna Jabločkina, attrice teatrale russa († 1964)
- 4 novembre - Pietro Barcellona, magistrato e politico italiano († 1952)
- 4 novembre - Carlo Cremonesi, cardinale e arcivescovo cattolico italiano († 1943)
- 5 novembre - Cornelia Sorabji, avvocata indiana († 1954)
- 6 novembre - Johannes Jørgensen, scrittore e poeta danese († 1956)
- 8 novembre - Herbert Austin, imprenditore britannico († 1941)
- 9 novembre - Cesare Biscarra, scultore e pittore italiano († 1943)
- 9 novembre - Robert Thach, golfista statunitense († 1924)
- 9 novembre - Cyrille Verbrugge, schermidore belga († 1929)
- 10 novembre - Giuseppe Muscatello, chirurgo e politico italiano († 1951)
- 11 novembre - Antoine Meillet, linguista, grecista e slavista francese († 1936)
- 12 novembre - Angiolo Silvio Novaro, poeta, scrittore e traduttore italiano († 1938)
- 12 novembre - Edward Alsworth Ross, sociologo e genetista statunitense († 1951)
- 12 novembre - Sun Yat-sen, politico cinese († 1925)
- 12 novembre - Carl Wilhelmson, pittore e fotografo svedese († 1928)
- 13 novembre - Guy Nickalls, canottiere britannico († 1935)
- 14 novembre - Renato Piola Caselli, generale italiano († 1948)
- 14 novembre - Vasil Zlatarski, storico bulgaro († 1935)
- 15 novembre - Alfonso di Borbone-Borbone, nobile spagnolo († 1934)
- 15 novembre - Gervase Elwes, tenore inglese († 1921)
- 16 novembre - Sidney Greville, nobile inglese († 1927)
- 17 novembre - Voltairine de Cleyre, anarchica e scrittrice statunitense († 1912)
- 17 novembre - Nicola Festa, filologo classico, grecista e politico italiano († 1940)
- 17 novembre - Lola Mora, scultrice argentina († 1936)
- 17 novembre - Amelia Tessitore Gelanzè, pittrice italiana
- 19 novembre - Georg Carl Amdrup, esploratore danese († 1947)
- 19 novembre - Hugo Felix, compositore austriaco († 1934)
- 19 novembre - Ndre Mjeda, poeta e politico albanese († 1937)
- 19 novembre - Dagmar Möller, soprano svedese († 1956)
- 20 novembre - Henry Hammond, calciatore inglese († 1910)
- 20 novembre - Kenesaw Mountain Landis, giudice e dirigente sportivo statunitense († 1944)
- 20 novembre - Eugenio Martínez, generale messicano († 1932)
- 21 novembre - Ercolano Marini, arcivescovo cattolico, teologo e scrittore italiano († 1950)
- 21 novembre - Oskar Messter, regista e inventore tedesco († 1943)
- 21 novembre - Sigbjørn Obstfelder, poeta norvegese († 1900)
- 21 novembre - Cesare Sarfatti, avvocato e politico italiano († 1924)
- 22 novembre - Achille Vitti, attore teatrale e attore italiano († 1935)
- 25 novembre - Giuseppe Cremonini Bianchi, tenore italiano († 1903)
- 25 novembre - Sylvia Llewelyn Davies, britannica († 1910)
- 25 novembre - Ferdinando Russo, poeta e giornalista italiano († 1927)
- 26 novembre - Eugénie Buffet, cantante francese († 1934)
- 26 novembre - Hugh Duffy, giocatore di baseball e allenatore di baseball statunitense († 1954)
- 26 novembre - Luigi Giambene, esperantista e teologo italiano († 1944)
- 26 novembre - Jean-Émile Resplandy, architetto francese († 1928)
- 28 novembre - Henry Bacon, architetto statunitense († 1924)
- 29 novembre - Ernest William Brown, matematico e astronomo inglese († 1938)
- 29 novembre - Pakubuwono X, sovrano indonesiano († 1939)
- 30 novembre - Sarah Jane Baines, attivista britannica († 1951)
- 30 novembre - Robert Broom, medico e paleontologo sudafricano († 1951)

## Dicembre(51)
- 1º dicembre - Martin Formanack, canottiere statunitense († 1947)
- 1º dicembre - Victor Margueritte, scrittore francese († 1942)
- 2 dicembre - Jean-Francis Auburtin, pittore francese († 1930)
- 2 dicembre - Constantin Christescu, generale rumeno († 1923)
- 4 dicembre - Alfredo Corradini, chimico e imprenditore italiano († 1939)
- 4 dicembre - Mattia Forte, compositore italiano († 1923)
- 4 dicembre - Guido Liuzzi, generale italiano († 1942)
- 7 dicembre - Felice Ambrogio Guerra Fezia, missionario e arcivescovo cattolico italiano († 1957)
- 7 dicembre - Vittorio Lazzarini, paleografo italiano († 1957)
- 8 dicembre - Luigi Bongiovanni, generale e politico italiano († 1941)
- 8 dicembre - Vincenzo Tangorra, economista e politico italiano († 1922)
- 9 dicembre - Amedeo Amadei, compositore e direttore d'orchestra italiano († 1935)
- 10 dicembre - Louis Bolk, anatomista olandese († 1930)
- 10 dicembre - Louise De Hem, pittrice belga († 1922)
- 10 dicembre - Dušan Makovický, attivista slovacco († 1921)
- 10 dicembre - Jósef Leopold Toeplitz, banchiere polacco († 1938)
- 10 dicembre - Karl Maria Wiligut, esoterista austriaco († 1946)
- 11 dicembre - John Southworth, calciatore inglese († 1956)
- 12 dicembre - Andrej Ljapčev, politico bulgaro († 1933)
- 12 dicembre - Alfred Werner, chimico svizzero († 1919)
- 13 dicembre - Romeo Battistig, patriota italiano († 1915)
- 14 dicembre - Roger Fry, artista e critico d'arte inglese († 1934)
- 14 dicembre - William Howard Hay, medico statunitense († 1940)
- 15 dicembre - Luigi Molinari, avvocato, anarchico e pubblicista italiano († 1918)
- 16 dicembre - Adolfo Carmine, collezionista d'arte svizzero († 1944)
- 16 dicembre - Vasilij Vasil'evič Kandinskij, pittore russo († 1944)
- 16 dicembre - Umberto Norsa, letterato italiano († 1943)
- 16 dicembre - Aleksandr Dmitrievič Protopopov, politico russo († 1918)
- 16 dicembre - Achille Russo, zoologo italiano († 1955)
- 17 dicembre - Mario García Menocal, politico cubano († 1941)
- 17 dicembre - Kazys Grinius, politico lituano († 1950)
- 17 dicembre - Giovanni Mercati, cardinale, bibliotecario e bizantinista italiano († 1957)
- 17 dicembre - Konrad Stäheli, tiratore a segno svizzero († 1931)
- 18 dicembre - Holger Nielsen, schermidore, tiratore a segno e discobolo danese († 1955)
- 19 dicembre - Giovanni Bonomi, militare italiano († 1916)
- 19 dicembre - Eugène Grisot, arciere francese († 1936)
- 20 dicembre - Charles Dawson, giocatore di snooker inglese († 1921)
- 20 dicembre - Maria Letizia Bonaparte, principessa francese († 1926)
- 21 dicembre - Edward Capps, filologo classico statunitense († 1950)
- 21 dicembre - Maud Gonne, attrice e rivoluzionaria irlandese († 1953)
- 23 dicembre - Luigi Jacono, archeologo, ingegnere e saggista italiano († 1947)
- 23 dicembre - Gabriel Maugas, militare e ingegnere francese († 1931)
- 25 dicembre - John M. Slaton, politico statunitense († 1955)
- 25 dicembre - Max Wien, fisico tedesco († 1938)
- 26 dicembre - John Devey, calciatore, crickettista e dirigente sportivo inglese († 1940)
- 26 dicembre - Osvaldo Paladini, ammiraglio italiano († 1938)
- 27 dicembre - Paul Stupar, ammiraglio austro-ungarico († 1928)
- 28 dicembre - Szymon Askenazy, storico, diplomatico e politico polacco († 1935)
- 28 dicembre - John Merlin Powis Smith, traduttore, biblista e orientalista britannico († 1932)
- 30 dicembre - Louis Allis, golfista statunitense († 1950)
- 31 dicembre - Riccardo Arnò, ingegnere italiano († 1928)

## Senza giorno specificato(66)
- Jesús M. Aguirre, generale e politico messicano († 1929)
- Arnaldo Alberti, scrittore italiano († 1896)
- Tryggve Andersen, scrittore norvegese († 1920)
- Mary Anderson, allevatore statunitense († 1953)
- Emma Boghen Conigliani, scrittrice, traduttrice e critica letteraria italiana († 1956)
- Vincenzo Boniforti, pittore italiano († 1904)
- Washington Borg, commediografo maltese († 1940)
- George Buckley, esploratore neozelandese († 1937)
- Giovanni Cairo, pubblicista, scrittore e tipografo italiano († 1925)
- Carlos Montezuma, medico nativo americano († 1923)
- Ugo Ciapini, scultore italiano
- Umberto Ferrigni, avvocato, giornalista e commediografo italiano († 1932)
- Alf Collins, regista e attore inglese († 1951)
- Carlo Cussetti, pittore italiano († 1949)
- Ormonde Dalton, storico dell'arte inglese († 1945)
- Valdemārs Dambergs, scrittore lettone († 1960)
- Alfred Davis, allenatore di calcio inglese († 1924)
- Émile Auguste Joseph De Wildeman, botanico belga († 1947)
- Ernestina d'Errico Ciccotti, traduttrice e letterata italiana († 1947)
- Lorenzo Francesco Lonigo, politico italiano († 1935)
- Ferdinando Gabotto, storico italiano († 1918)
- Ricardo Galeazzi, medico italiano († 1952)
- François Garas, architetto francese († 1925)
- Giorgio Gennaro, presbitero italiano († 1916)
- Gopal Krishna Gokhale, politico indiano († 1915)
- Edith Harwood, scrittrice e illustratrice britannica († 1926)
- Victor Hollaender, pianista, direttore d'orchestra e compositore tedesco († 1940)
- Sam Hollis, allenatore di calcio inglese († 1942)
- Claude C. Hopkins, pubblicitario statunitense († 1932)
- George Howard, attore statunitense († 1921)
- Friedrich Hustedt, biologo e docente tedesco († 1968)
- Icilio Federico Joni, pittore e falsario italiano († 1946)
- Henri Lucien Jumelle, botanico francese († 1935)
- Tīlemachos Karakalos, schermidore greco († 1951)
- Yabu Kentsū, maestro di karate giapponese († 1937)
- August Köhler, fisico tedesco († 1948)
- Duncan MacDougall, medico statunitense († 1920)
- Giulio Macchi, ingegnere e imprenditore italiano († 1935)
- Clementina Laura Majocchi, poetessa e giornalista italiana († 1945)
- Tommaso Malerba, architetto e ingegnere italiano († 1962)
- Luigia Mandolini, attivista italiana († 1939)
- Carles Mani, scultore spagnolo († 1911)
- Ester Mauri, pittrice italiana († 1919)
- Salvador Mazza, medico e batteriologo argentino († 1946)
- John McCartney, allenatore di calcio e calciatore scozzese († 1933)
- Edward Alfred Minchin, biologo inglese († 1915)
- William Collier, attore e commediografo statunitense († 1944)
- Francesco Moroncini, critico letterario italiano († 1935)
- Oreste Nazari, glottologo e indologo italiano († 1923)
- Margaret Owen, nobildonna inglese († 1941)
- Giuseppe Parpagnoli, sindacalista e politico italiano († 1941)
- Mary Pearcey, criminale britannica († 1890)
- Antōnios Pepanos, nuotatore greco
- René Quinton, fisiologo e biologo francese († 1925)
- Stamáta Revíthi, maratoneta greca
- Mnachem Risikoff, filosofo, mistico e rabbino bielorusso († 1960)
- Tancredi Scarpelli, illustratore e disegnatore italiano († 1937)
- Thomas Jefferson Jackson See, astronomo statunitense († 1962)
- Silvano del Monte Athos, mistico russo († 1938)
- Alexander Sokolowsky, zoologo tedesco († 1949)
- Giuseppe Tarozzi, filosofo italiano († 1958)
- Karel Traxler, scacchista e compositore di scacchi boemo († 1936)
- Roberto Villetti, pubblicista italiano († 1936)
- Charles Thomas Wooldridge, criminale inglese († 1896)
- Philogène Auguste Galilée Wytsman, entomologo, ornitologo e editore belga († 1925)
- Simon Zavarian, rivoluzionario armeno († 1913)